# コネクテッド
『コネクテッド』は、2008年の香港のアクション映画。2004年のアメリカ映画『セルラー』のリメイクである。

## ストーリー
ロボット設計士でシングルマザーのグレイスは、ある日誘拐・監禁される。監禁先に設置されていた電話機を犯人に壊されるも、ロボット設計士の知識を生かし修理する。その電話機で繋がった相手は見知らぬサラリーマンの携帯電話だった。
顔も知らぬ者同士が電話を通してストーリーが進められていく。

## キャスト
- ルイス・クー：アボン
- バービィー・スー：グレイス・ワン
- ニック・チョン：ファイ刑事
- リウ・イエ：誘拐犯
- エディー・チョン
- フローラ・チャン
- コン・ベイビー
- ルイス・ファン
- チョン・シウファイ：チョン警部
- ウォン・チョーラム：携帯電話ショップの店員
- ヴィンセント・コク：オープンカーの男
- アンキー・バイルケ

### 吹き替え
- アボン：小森創介
- グレイス・チャン：岡寛恵
- ファイ刑事：相沢正輝
- 誘拐犯：古澤徹
- チョン警部：田中正彦
- ギット：折笠愛
- その他の声の吹き替え：佐々木省三／中西陽介／四宮豪／岩崎正寛／野浜たまこ／森谷里美／井上剛／羽飼まり／菊本平／吉本泰洋／志田有彩